# Benečanka
Benečanka je ljudski naziv za zgodovinsko stavbo na Tartinijevem trgu, glavnem trgu v Piranu.
Stavba stoji na severovzhodnem vogalu Tartinijevega trga, na stičišču z Ulico IX. korpusa. Predstavlja najlepši primerek beneškogotske arhitekture v Piranu. 

## Arhitektura
Njeno zunanjost krasijo izjemno lepo oblikovani arhitekturni členi in bogato kamnito okrasje. Najizrazitejši je vogalni gotski balkon. Med oknoma drugega nadstropja je vzidana kamnita plošča, na kateri je grb z inicialo črke B, ter grbovno okrasje s podobo leva, ki med šapama drži napis z reklom: Lasa pur dir (Pusti, naj govorijo).

## Zgodovina
Stavba je bila zgrajena sredi 15. stoletja, njeni naročniki pa so izhajali iz družine Del Bello, ki je sodila med premožnejše piranske plemiške rodbine. Po napisu je stavba dobila vzdevek »Lasa pur dir«, okoli nje pa se je spletla tudi posebna zgodba, po kateri naj bi se mlado piransko dekle zaljubilo v bogatega beneškega trgovca. Zlobni piranski jeziki so dekletu grenili življenje v času izvoljenčeve odsotnosti. Ker se mu je venomer pritoževala nad verbalnim nasiljem, ki ga je morala prenašati, si je šaljivi trgovec nekaj izmislil. Na hišo, kjer sta se dobivala, je dal v posmeh vsem opravljivcem vzidati kamnito grbovno ploščo z že omenjenim napisom, ki stoji še danes.
Med letoma 1957 in 2016 je imela stavba izrazito rdeč omet, katerega odtenek je določil arhitekt Edo Mihevc, pred tem in pozneje pa rumenkasto-belega, sedaj z rahlo opečnatim pridihom. Odločitev konservatorjev za ponovno uvedbo bele barve ob obnovi fasade so kritizirali številni meščani.

## Galerija slik
- Napis »Lasa pur dir«
- Stavba pred prenovo fasade leta 2016